# Альп Изер Тур 2024
33-й выпуск Альп Изер Тур — шоссейной многодневной велогонки по дорогам Франции. Гонка прошла с 22 по 26 мая 2024 года в рамках Европейского тура UCI 2024. Победителем стал бельгийский велогонщик Ярно Видар.

## Участники
В гонке приняло участие 22 команды.
| UCI ProTeams (2)- VF Group-Bardiani CSF-Faizané - Equipo Kern Pharma UCI Continental Teams (13)- Lotto Dstny Development Team - Development Team dsm-firmenich PostNL - Équipe continentale Groupama-FDJ - Trinity Racing - Hagens Berman Jayco - Decathlon AG2R La Mondiale Development Team - XSpeed United Continental - Arkéa-B&B Hôtels Continentale - Ljubljana Gusto Santic - Ara-Skip Capital - Metec-Solarwatt p/b Mantel - Tavfer-Ovos Matinados-Mortágua - P&S Metalltechnik Benotti Любительские, клубные или региональные команды (7)- A.R. Monex Pro Cycling Team - Auvergne-Rhône-Alpes U23 - Bourg-en-Bresse Ain Cyclisme - EC Saint-Étienne Loire - Charvieu-Chavagneux IC - VC Villefranche Beaujolais - Hexagone-Corbas Lyon Métropole |
| |

## Маршрут
Маршрут гонки состоял из пяти этапов с общей дистанцией 746 километров.
| Этап | Дата   | Маршрут | type      | Длина (км) | Победитель         | Лидер генеральной классификации |
| ---- | ------ | ------- | --------- | ---------- | ------------------ | ------------------------------- |
| 1    | 22 май |         | равнинный |            | Noah Hobbs         |                                 |
| 2    | 23 май |         | холмистый |            | Killian Verschuren |                                 |
| 3    | 24 май |         | холмистый |            | Noah Hobbs         |                                 |
| 4    | 25 май |         | холмистый |            | Alastair MacKellar |                                 |
| 5    | 26 май |         | горный    |            | Хосе Феликс Парра  |                                 |

## Ход гонки
Лидерство Леннерта Ван Этвельта началось с традиционного стартового этапа в Шарвье-Шаванье протяженностью 127,6 км. Как и в прошлом году, ушедший в отрыв был близок к тому, чтобы победить, но в конечном итоге его подобрали на последнем повороте перед финальной прямой. Это привело к массовому спринту, который выиграл Ноа Хоббс.
Второй этап протяженностью 142,9 км между Валь-де-Вирье и Сен-Савеном был гораздо более холмистым. Последние восхождения — Мур-де-ла-Круа-де-Пьерр (1,9 км при 9,7 %), а затем Мур-де-Руи (1,6 км при 7,3 %), в частности, позволили провести оживлённую гонку и провести хороший отбор. Группе из шести сильных гонщиков удалось изменить ситуацию и разыграть победу на финише. И именно Киллиан Вершурен одержал победу, доминируя в спринте над другими участниками отрыва.
Как и в среду, в первый день, пелотон прибыл сгруппированным в конце слегка холмистого 3-го этапа, который проходил на дистанции 155,3 км, а отрыв дня был поглощён за 3 км до финиша. И, как и два дня назад, поезд Conti Groupama-FDJ совершил чудо: Льюис Бауэр снова вывел на позицию британского гонщика. В полной уверенности обладатель зелёной майки не заставил себя упрашивать и завершил работу своей команды. Второй массовый спринт недели в туре по Альпам Изер и вторая победа Ноя Хоббса.
На 4-м этапе, проходившем между Сен-Морис-Л’Эмиль и Руссильоном, победу одержал австралиец Аластер Маккеллар. Член группы из шести гонщиков, которые проехали более 110 километров впереди, гонщик команды Hagens Berman Jayco показал свою максимальную скорость, чтобы опередить чилийца Висенте Рохаса и бельгийца Роббе Дхондта. Французы Матис Лебо, Виктор Жан и Венсан Боде финишировали четвёртым, пятым и шестым соответственно.
В воскресенье тур завершился горным этапом, финиш которого пришёлся на Бург Д’Уазан. У молодых гонщиков было несколько подъёмов в программе: Коль-де-порт, Коль-де-ла-Морт, Коль-д’Орнон и, наконец, Ле-Пас-де-ла-Исповедь. И с этим очень сложным профилем именно испанец Хосе Феликс Парра опередил бельгийца Ярно Видара, который не участвовал в спринте, тем не менее выиграл общую классификацию.

## Лидеры классификаций
| Этап |           | Победитель _       |
| ---- | --------- | ------------------ |
| 1    | равнинный | Noah Hobbs         |
| 2    | холмистый | Killian Verschuren |
| 3    | холмистый | Noah Hobbs         |
| 4    | холмистый | Alastair MacKellar |
| 5    | горный    | Хосе Феликс Парра  |
| Итог |           |                    |

## Итоговые классификации
| \| Генеральная классификация \| Генеральная классификация \| Генеральная классификация \| Генеральная классификация \| Генеральная классификация \| \| Гонщик \| Гонщик \| Команда \| Время \| \| \| ------------------------- \| ------------------------- \| -------------------------------------- \| ------------------------- \| ------------------------- \| \| 1-й \| Ярно Уидар \| Lotto Dstny Development Team \| 17ч 31' 19 \| \| \| 2-й \| Хосе Феликс Парра \| Equipo Kern Pharma \| + 41 \| \| \| 3-й \| Tom Donnenwirth \| Decathlon AG2R La Mondiale Development \| + 1' 14 \| \| |                   |                                        |            |
| |                   |                                        |            |
| Источник: ProCyclingStats |                   |                                        |            |
| Генеральная классификация |                   |                                        |            |
| Гонщик | Гонщик            | Команда                                | Время      |
| 1-й | Ярно Уидар        | Lotto Dstny Development Team           | 17ч 31' 19 |
| 2-й | Хосе Феликс Парра | Equipo Kern Pharma                     | + 41       |
| 3-й | Tom Donnenwirth   | Decathlon AG2R La Mondiale Development | + 1' 14    |

| Очковая классификация | Очковая классификация | Очковая классификация            | Очковая классификация | Очковая классификация |
| Гонщик                | Гонщик                | Команда                          | Очки                  |                       |
| --------------------- | --------------------- | -------------------------------- | --------------------- | --------------------- |
| 1-й                   | Noah Hobbs            | Équipe continentale Groupama-FDJ | 51 очков              |                       |
| 2-й                   | Ярно Уидар            | Lotto Dstny Development Team     | 42 очков              |                       |
| 3-й                   | Карлос Гарсиа         | A.R. Monex Pro Cycling Team      | 40 очков              |                       |

| Очковая классификация | Очковая классификация | Очковая классификация            | Очковая классификация | Очковая классификация |
| Гонщик                | Гонщик                | Команда                          | Очки                  |                       |
| --------------------- | --------------------- | -------------------------------- | --------------------- | --------------------- |
| 1-й                   | Noah Hobbs            | Équipe continentale Groupama-FDJ | 51 очков              |                       |
| 2-й                   | Ярно Уидар            | Lotto Dstny Development Team     | 42 очков              |                       |
| 3-й                   | Карлос Гарсиа         | A.R. Monex Pro Cycling Team      | 40 очков              |                       |

| Горная классификация | Горная классификация | Горная классификация | Горная классификация | Горная классификация |
| Гонщик               | Гонщик               | Команда              | Очки                 |                      |
| -------------------- | -------------------- | -------------------- | -------------------- | -------------------- |
| 1-й                  | Виктор Жан           |                      | 51 очков             |                      |
| 2-й                  | Artem Shmidt         | Hagens Berman Jayco  | 40 очков             |                      |
| 3-й                  | Хосе Феликс Парра    | Equipo Kern Pharma   | 16 очков             |                      |

| Горная классификация | Горная классификация | Горная классификация | Горная классификация | Горная классификация |
| Гонщик               | Гонщик               | Команда              | Очки                 |                      |
| -------------------- | -------------------- | -------------------- | -------------------- | -------------------- |
| 1-й                  | Виктор Жан           |                      | 51 очков             |                      |
| 2-й                  | Artem Shmidt         | Hagens Berman Jayco  | 40 очков             |                      |
| 3-й                  | Хосе Феликс Парра    | Equipo Kern Pharma   | 16 очков             |                      |

| Молодёжная классификация | Молодёжная классификация | Молодёжная классификация               | Молодёжная классификация | Молодёжная классификация |
| Гонщик                   | Гонщик                   | Команда                                | Время                    |                          |
| ------------------------ | ------------------------ | -------------------------------------- | ------------------------ | ------------------------ |
| 1-й                      | Ярно Уидар               | Lotto Dstny Development Team           | 17ч 31' 19               |                          |
| 2-й                      | Killian Verschuren       | Decathlon AG2R La Mondiale Development | + 1' 21                  |                          |
| 3-й                      | Embret Svestad-Bårdseng  | Arkéa-B&B Hôtels Continentale          | + 1' 38                  |                          |

| Молодёжная классификация | Молодёжная классификация | Молодёжная классификация               | Молодёжная классификация | Молодёжная классификация |
| Гонщик                   | Гонщик                   | Команда                                | Время                    |                          |
| ------------------------ | ------------------------ | -------------------------------------- | ------------------------ | ------------------------ |
| 1-й                      | Ярно Уидар               | Lotto Dstny Development Team           | 17ч 31' 19               |                          |
| 2-й                      | Killian Verschuren       | Decathlon AG2R La Mondiale Development | + 1' 21                  |                          |
| 3-й                      | Embret Svestad-Bårdseng  | Arkéa-B&B Hôtels Continentale          | + 1' 38                  |                          |

| Командная классификация по времени | Командная классификация по времени     | Командная классификация по времени | Командная классификация по времени |
| Команда                            | Команда                                | Время                              |                                    |
| ---------------------------------- | -------------------------------------- | ---------------------------------- | ---------------------------------- |
| 1-й                                | VF Group-Bardiani CSF-Faizanè          | 52ч 42' 53                         |                                    |
| 2-й                                | Decathlon AG2R La Mondiale Development | + 6' 07                            |                                    |
| 3-й                                | Bourg-en-Bresse Ain Cyclisme           | + 6' 39                            |                                    |

| Командная классификация по времени | Командная классификация по времени     | Командная классификация по времени | Командная классификация по времени |
| Команда                            | Команда                                | Время                              |                                    |
| ---------------------------------- | -------------------------------------- | ---------------------------------- | ---------------------------------- |
| 1-й                                | VF Group-Bardiani CSF-Faizanè          | 52ч 42' 53                         |                                    |
| 2-й                                | Decathlon AG2R La Mondiale Development | + 6' 07                            |                                    |
| 3-й                                | Bourg-en-Bresse Ain Cyclisme           | + 6' 39                            |                                    |